# دکتر و بوزینه
دکتر و بوزینه (فرانسوی: Le Savant et le Chimpanzé‎) عنوان فیلم کوتاه و صامت فرانسوی است که در سال ۱۹۰۰ ساخته شد. کارگردان این فیلم کمدی ژرژ ملی‌یس است. شرکت سازنده این فیلم سیاه و سفید، «استار فیلم کمپانی» می‌باشد.